# Anwar Shaikh
Anwar M. Shaikh, född 1945, är en pakistansk amerikansk heterodox ekonom.
Han är professor i ekonomi vid fakulteten för samhälls- och statsvetenskap vid The New School for Social Research i New York, där han har undervisat sedan 1972.
Shaikhs nationalekonomi har fokuserat på rörelselagarna och de empiriska mönster för den industrialiserade kapitalismen uppvisar, baserat på en teori om konkurrens, oberoende av orotodox ekonomi.
På specifika områden har han skrivit om arbetsvärdeläran, produktionsfaktorer, internationell handel, nyliberalism, välfärdsstaten, ekonomisk tillväxt, inflation, profitkvotens fallande tendens, långa vågor, ojämlikhet i världsskala och tidigare och nuvarande globala ekonomiska kriser.